# Pilgrim’s Way Motor

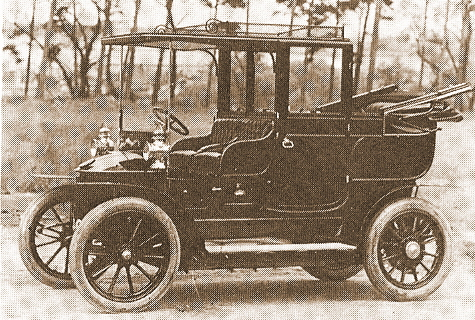
Pilgrim 25/30 hp (1908)

Die Pilgrim’s Way Motor Co. Ltd. war ein britischer Automobilhersteller, der 1906–1915 in Farnham (Surrey) ansässig war.
1906 wurde ein großes Vierzylindermodell mit 5,2 l Hubraum vorgestellt, das bis 1912 angeboten wurde. Ab 1909 wurden ihm verschiedene, kleinere Zweizylindermodelle mit 1,1–1,5 l Hubraum zur Seite gestellt, die bis zum Ausbruch des Ersten Weltkrieges gefertigt wurden.
1915 wurden all diese Wagen von einem neuen mittelgroßen Vierzylindermodell mit 2,4 l Hubraum abgelöst, von dem aber nur noch wenige Exemplare entstanden. Noch im selben Jahr schloss Pilgrim seine Tore.

## Modelle
| Modell   | Bauzeitraum | Zylinder | Hubraum  | Radstand |
| -------- | ----------- | -------- | -------- | -------- |
| 25/30 hp | 1906–1911   | 4 Reihe  | 5187 cm³ | 2591 mm  |
| 32 hp    | 1908–1912   | 4 Reihe  | 5187 cm³ | 2591 mm  |
| 8 hp     | 1909        | 2 Reihe  | 1115 cm³ | 2134 mm  |
| 8/10 hp  | 1910–1912   | 2 Reihe  | 1269 cm³ | 2134 mm  |
| 10/12 hp | 1911–1914   | 2 Reihe  | 1538 cm³ | 2438 mm  |
| 11,9 hp  | 1913        | 2 Reihe  | 1520 cm³ |          |
| 15,9 hp  | 1915        | 4 Reihe  | 2409 cm³ | 2819 mm  |

## Quelle
- David Culshaw & Peter Horrobin: The Complete Catalogue of British Cars 1895–1975. Veloce Publishing plc, Dorchester 1999, ISBN 1-874105-93-6.